# Heidi (entreprise)
Pour les articles homonymes, voir Heidi.
heidi.com est une marque de vêtements suisse spécialisée dans le streetwear. Fondée en 2002 et basée à Neuchâtel, elle connaît une croissance rapide en Suisse et à l'international grâce à ses techniques de guerilla marketing. Son nom ainsi que son logo sont directement inspirés du personnage d'Heidi, créé en 1880 par Johanna Spyri.

## Historique
Fondée le 28 juin 2002 avec son siège basé à Saint-Blaise, l'entreprise change de forme juridique en passant d'une société à responsabilité limitée à une société anonyme le 27 juin 2012. Après s'être déplacée à Neuchâtel le 31 janvier 2014, elle subit plusieurs recapitalisations successives entre avril et octobre de la même année, quadruplant ainsi ses fonds propres et accompagnant la prise d'intérêt majoritaire d'un groupe d'investisseurs externes. Ce mouvement s'accompagne du remplacement de Gérard Praplan, administrateur en place depuis la création de la SA, par l'un des fondateurs Andreas Doering. Le deuxième fondateur, Willy Fantin, quitte pour sa part le conseil d'administration à la même époque.
Minée par des conflits internes et des problèmes financiers, la société perd le soutien des banques et d'un de ses principaux clients et doit fermer boutique. Elle tombe en faillite fin 2020 et est mise en liquidation au printemps 2021.

## Ambassadeurs et représentations
Les vêtements heidi.com sont choisis en 2010 pour équiper le personnel du pavillon des villes suisses de l'Exposition universelle de 2010 à Shanghai.
La marque reste toutefois dématérialisée pendant ses dix premières années d'existence, ses ventes s'opérant par internet ou des distributeurs: elle ouvre finalement un flagship store en décembre 2013 : situé dans l'ancienne caserne de pompiers de Neuchâtel, celui-ci est dessiné par l'architecte irako-britannique Zaha Hadid. Le projet, intitulé Retail of Tomorrow, résulte d'un partenariat avec Samsung et s'illustre notamment par la présence de segments modulaires, bornes électroniques de sélection et technologie de communication en champ proche (NFC).
À l'automne 2014, heidi.com annonce un partenariat avec Bastian Baker, qui devient ainsi son ambassadeur. Outre le port de vêtements de la marque, celui-ci participera désormais à l'élaboration de séries limitées,.
En 2016, Zep et le dessinateur Valott dénoncent les méthodes de heidi.com dans le magazine suisse l'Illustré et divers médias helvétiques.

## Activités de guerilla marketing
2012
Hébergement pendant deux semaines dans un igloo à la station de Thyon pour le gagnant d'un concours;
2010
Affiches électorales pendant les élections fédérales en Australie;
2008
Habillage d'une cabine de téléphérique à Nendaz.